# Spinning the Wheel
Spinning the Wheel è un brano musicale del cantante inglese George Michael, pubblicato nel 1996 come singolo estratto dall'album Older.

## Video musicale
Il videoclip ufficiale di Spinning the Wheel venne diretto da Vaughan Arnell e Anthea Benton, i medesimi registi del video un altro successo estratto dall'album Older: Fastlove. Il video, in bianco e nero, vede George Michael che si esibisce con una band in un night club. Nel 2010 è stato pubblicato anche su YouTube.

## Successo commerciale
La canzone raggiunse la seconda posizione dell'Official Singles Chart del Regno Unito, e non riuscì a toccare la vetta della classifica soltanto dietro al successo mondiale Wannabe delle Spice Girls.
Il singolo raggiunse anche la top 10 in Danimarca, Ungheria, Spagna, dove rimase per 3 settimane consecutive al primo posto, e in Italia, dove arrivò decimo.

## Tracce
The Spinning The Wheel E.P.
1. Spinning the Wheel (Radio Edit) – 4:57
2. You Know That I Want To – 4:35
3. Safe – 4:25
4. Spinning the Wheel (Forthright Edit) – 4:41

## Classifiche
| Classifica (1996)        | Posizione massima |
| ------------------------ | ----------------- |
| Australia                | 14                |
| Austria                  | 29                |
| Belgio (Fiandre)         | 36                |
| Belgio (Vallonia)        | 27                |
| Danimarca                | 7                 |
| Europa                   | 5                 |
| Finlandia                | 13                |
| Germania                 | 67                |
| Irlanda                  | 14                |
| Italia                   | 10                |
| Nuova Zelanda            | 17                |
| Paesi Bassi              | 24                |
| Regno Unito              | 2                 |
| Spagna                   | 1                 |
| Stati Uniti (dance club) | 44                |
| Svezia                   | 18                |
| Svizzera                 | 24                |